# Volvo 700
Volvo 700 Series  — серия представительских автомобилей, выпускавшихся шведской компанией Volvo Cars с 1982 по 1992 годы. Серия появилась в 1982 году, начиная с 760 модели, спустя два года появилась низкая по стоимости 740 модель, а за ней похожая 760 модель. Серия была постепенно заменена, начиная с 1990 года, модернизированными моделями 900 серии. По проекту дизайнера Яна Вильсгарда, разработавшего 700 серию, она планировалась как замена моделям 200 серии, но выпускалась параллельно с ней. Дорогостоящая 780 модель в кузове купе, разработанная Bertone, вошла в производство в 1986 году и перестала выпускаться спустя четыре года, без прямого преемника.
Наиболее заметными отличия между и 700 и 900 сериями были более скругленные углы 900 кузовов. Автомобили 700 серии перестали выпускаться в конце 1992 года, когда были собраны последние 740-е модели (1993 модельный год). Всего было выпущено 1 239 222 автомобиля в различных модификациях.

## Volvo 740
После успешного запуска 760 модели, в 1984 году появилась её упрощённая и более дешёвая модификация Volvo 740. Она задумывалась как автомобиль среднего размера, при этом с более богатым оснащением, чем модели 200-й серии. Эти намерения не были оправданы, поскольку большинство покупателей находили 700-ю серию переоценённой и некрасивой. 4 в середине номера модели некогда означала четырёхцилиндровый двигатель, но к моменту появления 740 модели она просто говорит о менее богатом оснащении, об устанавливаемых четырёх- и шестицилиндровом двигателях. 740 был доступен в кузовах четырёхдверного седана (иногда упоминается как 744) и пятидверный универсал (также известный как 745).
Производство 740 модели закончилось 2 октября 1992 года, хотя двигатель, трансмиссия, шасси и другие детали продолжали устанавливаться на Volvo 940 (см. ниже), который был, по существу, идентичен 740, за исключением задней части седана. В 1985 году для таких рынков, как Италия, где автомобили с большими двигателями облагались значительным налогом, появилась версия с двухлитровым двигателем (B200ET) с турбонаддувом и промежуточным охладителем. Этот двигатель имел мощность 160 л. с. (118 кВт) при 5500 об/мин, на десять сил больше, чем предыдущий B19ET, без промежуточного охладителя, и разгонял автомобиль до 200 км/ч. В 1989 году появился 16-клапанный двигатель B234, причем почти с той же максимальной мощностью, что и на турбированном моторе. Это был первый 16-клапанный двигатель компании Volvo. В 1990 году 740 модель получила незначительное обновление, изменились фары и задние фонари. В 1991 году сменилась приборная панель, аналогичная панели из 760. 740 в основном осталась неизменной в течение 1992 модельного года, её продажи закончились в 1993 году. Модель сменила Volvo 940.
В 1990 году произошли также и ряд технических усовершенствований. Моторы B200 и B230 получили увеличенные на 13 мм шатуны. Турбокомпрессор сменился с Garrett T3 на Mitsubishi TD04. Электронная система впрыска топлива была обновлена с Bosch LH Jetronic 2.2 до 2.4 (в 1988 году для атмосферных моторов, в 1990 году для турбомоторов). Новая топливная система оснащена диагностикой. 1993 год стал последним для 740 модели, и механический вентилятор охлаждения двигателя был заменен электрическим. Автомобили 700-й серии начала 1990-х годов являются одними из самых надёжных среди четырёхдверных легковых седанов своего времени в связи с относительно небольшим количеством инженерных ограничений, твердым качеством сборки и высоким уровнем безопасности.

### Версии
Модель, продаваемая по всему миру, имела следующие комплектации: 740, 740 GL, 740 GLE, 740 SE, 740 GLT и 740 Turbo.
Рынки континентальной Европы имели некоторые исключения. 740 Turbo 16V (большинство рынков получили 2,3-литровый восьмиклапанный двигатель с турбонаддувом) продавался, в основном, в Италии, а также в Португалии и Бельгии. На этих же рынках продавались автомобили с двухлитровым двигателем B204FT, устанавливаемым на 780 модель. 740 Turbo 16V оснащался ECC, начиная с 780 модели в базе.
В конце 1991 года Volvo предложила седан и универсал в комплектации 740 SE, имевшей «специальное оснащение». 740 SE имел три цвета кузова — красный, чёрный и белый. Технически 740 SE была аналогична обычной 740 Turbo, но имела большое количество базовых опций, таких как электрический люк и кожаные сиденья. SE также имела специальный заводской цвет кузова, в который окрашивались также передний и задний бамперы, боковые юбки и спойлер для седана. Выпуск 740 SE наряду с седаном 740 Turbo, был прекращён в 1992 году. Всего было выпущено 650 443 автомобилей в кузове седан и 358 952 — универсал.
В Германии стоимость Volvo 740GL в кузове универсал в 1987 году начиналась от 37 070 немецких марок за автомобиль с 2,3-литровым 113-сильным двигателем. В 1988 году в Германии стоимость седана 740 Turbo с 2,3-литровым 155-сильным двигателем составляла 45 150 немецких марок. За автоматическую коробку передач необходимо было доплатить 2400 марок, за четыре электрических стеклоподъёмника — 1620 марок, за систему ABS — 3200 марок и за окраску металлик — 1175 марок.

## Volvo 760
760 модель была попыткой Volvo занять место на рынке представительских автомобилей, после того, как была построена репутация солидной и безопасной марки, но ничего-либо из представительских автомобилей. При этом, Volvo 760 GLE была призвана заменить на рынке флагман марки — Volvo 264 GLE. Ян Вильсгард, дизайнер Volvo предложил более 50 новых конструкций для автомобиля. 760-я модель получила просторный кузов с большой площадью остекления.
Эта модель появилась в США в 1982 году в кузове седан 760 GLE, будучи перед этим представленным в Швеции в феврале 1982 года. Кузов универсал появился следом, в 1985 году.
Новый дизайн подвергся критике со стороны СМИ. Так, Гордон Мюррей в журнале Autocar писал: 

Для меня это непристойно. Это идет прямо против зерна того, что все остальные пытаются освоить. Для меня это выглядит как европейская версия североамериканского автомобиля. Это определённый шаг назад.
 Все изменилось, однако, когда Autocar и Car and Driver получили на тест оснащённую ДВС с турбокомперссором 760 модель, они указали на то, что это был один из лучших в управляемости и по ускорению автомобиль на то время.
Покупателям были доступны три варианта силового агрегата: 2,8-литровый двигатель V6, 2,3-литровая рядная четверка с турбонаддувом и шестицилиндровый рядный турбодизель. Модели с турбонаддувом и промежуточным охладителем появились в 1984 году, кузов универсал и 740 модель (упрощённая модификация 760) появились год спустя. В 1985 году стала доступна электронная система контроля тяги. В отличие от простой 740 модели, 760 имели в стандарте тормоза с антиблокировочной системой на многих моделях.
В 1988 модельном году 760 модель получила многочисленные обновления. Наиболее заметными из более чем 2000 изменений стали новая передняя часть кузова с алюминиевым капотом, утопленные стеклоочистители, новые аэродинамические фары и более комфортная, современная на момент производства задняя независимая многорычажная подвеска, которая была использована на 780 модели. Внутри все модель оснащалась новым электронным климат-контролем (ECC), обновлённой приборной панелью, трёхпозиционной регулировкой наклона рулевой колонки, а также новой стерео системой.
Volvo 760 в ряде стран использовалась как полицейский автомобиль. Лидер Восточной Германии, Эрих Хонеккер часто использовал эту модель Volvo как свой правительственный автомобиль.
В 1990 году, в последний год производства модели, седаны Volvo 760 получили задние фонари в стиле 780 модели, а также претерпели незначительные изменения по салону. Выпуск 760 модели был завершен после 1990 модельного года (производство окончилось 27 июня 1990 года), ей на смену пришла Volvo 960. Volvo 740 модель пережила 760, оставаясь в производстве в течение ещё двух лет, до 1992 года, когда появилась Volvo 850. Всего было выпущено 183 864 седанов и 37 445 универсалов.
Volvo 760 собирался на заводах в Кальмаре (Швеция), Галифаксе (Канада), и Генте (Бельгия). В 1986 году в Германии турбовариант стоил от 49 800 немецких марок за автомобиль в кузове седан. Стоимость аналогичного автомобиля в кузове универсал начиналась от 48 600 немецких марок.

## Volvo 780
Volvo 780 в кузове купе дебютировала на Женевском автосалоне в 1985 году, отмечая возвращение кузова купе от Volvo на рынке после окончания производства 262C в 1981 году. 780 модель стала доступна в Европе в 1986 году и в США на год позже.
Как и его предшественник, 780 была спроектирована и выпускалась компанией Bertone в Турине, Италия. Капот, багажник и линия крыши были немного ниже, чем у стандартной 700-й, а задняя стойка стала шире и имела более пологий спуск. Автомобиль получил хромовые окантовки окон, дверных ручек, бамперов и хромовые боковые молдинги. Изначально было запланировано использовать меньший, 2,5-литровый турбированный двигатель V6 (PRV, устанавливавшийся на Renault 25 и Alpine), который был успешно протестирован на моделях 740 и 760S. В небольшом моторном отсеке 780, однако, этот двигатель перегревался, и, так и не появился под его капотом.
В первые два года 780 модель была доступна по всему миру (1986—1987), с устанавливаемым двигателем B280F конфигурации V6. На итальянском рынке, изначально был доступен только двигатель Volkswagen D24TIC, мощностью 129 л. с. (95 кВт), но вскоре стали также доступны и двигатели V6 мощностью 155 л. с. (114 кВт) и 2,0-литровый турбо (B200ET). В 1987 году 780 модель оснащалась независимой задней подвеской от Volvo.
B280F имел примерно 150 сил (110 кВт), при массе самой машины почти 1500 кг. Для решения этой проблемы, Volvo представил двигатель с турбонаддувом, увеличив мощность до 175 сил (130 кВт). На следующий год модель получила мощность уже в 188 сил (140 кВт). Позже, в Италии, модели 780S были доступны с двигателем B204GT. Это был 16-клапанный турбомотор мощностью 200 л. с. (150 кВт). В последний год выпуска автомобиля, 1991, он выпускался только в кузове купе и только с турбонаддувом.
Официальный общий объём выпущенных компанией Volvo автомобилей 780 модели составляет 8518 единиц, построенных в период с 1986 по 1991 годы. С 1986 по 1995 годы, Volvo предложила небольшое, переднеприводное спортивное купе, Volvo 480. Преемником же 780 модели стал Volvo C70, появившийся только в 1997 году.

## Производство
| Год производства | 1982  | 1982-83 | 1983-84 | 1984-85 | 1985-86 | 1986-87 | 1987-88 | 1988-89 | 1989-90 | 1990-91 | 1991-92 | Всего   |
| ---------------- | ----- | ------- | ------- | ------- | ------- | ------- | ------- | ------- | ------- | ------- | ------- | ------- |
| 740 седан        | 0     | 0       | 14 338  | 103 617 | 90 088  | 100 499 | 102 604 | 101 500 | 100 576 | 31 531  | 5 669   | 650 443 |
| 740 универсал    | 0     | 0       | 0       | 7 015   | 54 983  | 53 915  | 60 353  | 64 741  | 71 462  | 26 128  | 20 353  | 358 952 |
| 760 седан        | 3 000 | 29 917  | 33 616  | 28 343  | 16 887  | 20 342  | 20 668  | 18 310  | 12 943  | 0       | 0       | 183 864 |
| 760 универсал    | 0     | 0       | 0       | 993     | 7 443   | 7 698   | 6 953   | 7 571   | 6 787   | 0       | 0       | 37 445  |
| 780              | 0     | 0       | 0       | 0       | 683     | 2 035   | 2 334   | 2 166   | 1 300   | 529     | 0       | 8 518   |

## Продажи
| Рынок          | 1982  | 1983     | 1984         | 1985         | 1986         | 1987         | 1988         | 1989       | 1990   | 1991   | 1992   | 1993 |
| -------------- | ----- | -------- | ------------ | ------------ | ------------ | ------------ | ------------ | ---------- | ------ | ------ | ------ | ---- |
| Швеция         | 1 794 | н/д      | 13 608       | 36 899       | н/д          | 42 640       | 46 711       | 40 487     | 25 032 | 10 346 | н/д    | н/д  |
| Германия       | 0     | 0/2 163* | 2 465/1 817* | 3 969/1 669* | 7 260/1 627* | 7 456/1 030* | 7 114/1 442* | 7 482/н/д* | 6 198  | н/д    | н/д    | н/д  |
| США            | н/д   | н/д      | н/д          | 40 635       | н/д          | н/д          | н/д          | н/д        | н/д    | н/д    | 12 546 | 469  |
| Великобритания | н/д   | н/д      | н/д          | н/д          | н/д          | н/д          | н/д          | 26 174     | 18 296 | н/д    | н/д    | н/д  |
| Франция        | н/д   | н/д      | 2 650        | 5 138        | 6 384        | 6 653        | 7 237        | 6 474      | 4 165  | 892    | 115    | 2    |
| Нидерланды     | 0     | 355      | 1 318        | 3 775        | 4 272        | 3 797        | 4 207        | 4 013      | 3 395  | 841    | н/д    | н/д  |

* — Volvo 740/760